# إليشا داير
هو سياسي أمريكي ينتمي إلى الحزب الجمهوري ولد إليشا داير في 20 تموز / يوليو من سنة 1811 في ولاية رود آيلاند تخرج من جامعة براون انتخب إليشا داير رئيسا للقائد الأعلى للقوات العسكرية في ولاية رود ايلاند (القائد العام في ولاية رود آيلاند) في عام 1840 وشغل داير هذا المنصب لمدة خمس سنوات أصبح داير حاكما على ولاية رود آيلاند عام 1857 وشغل داير هذا المنصب إلى عام 1859 توفي إليشا داير في 17 أيار / مايو من سنة 1890 في ولاية رود آيلاند.